# SC Hertha Breslau
Hertha Breslau – niemiecki klub piłkarski z siedzibą we Wrocławiu, działający w latach 1915–1945.

## Historia
W 1933 był jednym z założycieli Gauliga Schlesien. W sezonie 1933/34 debiutował w Gauliga Schlesien. W sezonie 1934/35 zajął przedostatnie (spadkowe) 9. miejsce w Gauliga Schlesien i na rok pożegnał się z rozgrywkami na najwyższym szczeblu. Od sezonu 1936/37 ciągle występował najpierw w Gauliga Schlesien, a po reformie systemu lig w Gauliga Niederschlesien.
W 1945 klub został rozwiązany.

## Sukcesy
- Gauliga Schlesien (3 miejsce) : 1938/39